# وسام الاستحقاق العسكري (الأردن)
وسام الاستحقاق العسكري الأردني هو وسام ملكي عسكري أردني رفيع، استحدث عام 1956 ليمنحه الملك الأردني للشخصيات العسكرية البارزة التي قدمت خدماتٍ جليلة للأردن، وهو يتكون من خمسة درجات.

## تاريخ
استحدث وسام الاستحقاق العسكري الأردني بتاريخ 1 مايو 1956 ليجري منحه من قبل الملك الأردني إلى الشخصيات العسكرية الأردنية والأجنبية البارزة التي قدمت خدماتٍ جليلة واستثنائية للأردن.

## درجات الوسام
يتكون وسام الاستحقاق العسكري الأردني من خمس درجات، وهي:
- : الدرجة الأولى العليا.
- : الدرجة الثانية.
- : الدرجة الثالثة.
- : الدرجة الرابعة.
- : الدرجة الخامسة.

## أبرز الحائزين عليه
من أبرز الشخصيات العسكرية الحاصلة على وسام الاستحقاق العسكري الأردني:
- حسين هزاع المجالي.[4]
- عائشة بنت الحسين.
- سعادة الجلاد.
- محمد الرعود.[5]

## وصلات خارجية
- عن وسام الاستحقاق العسكري الأردني، موقع التراث الملكي الأردني.